# ASVEL Lyon-Villeurbanne
La Association Sportive de Villeurbanne et Éveil Lyonnais, también conocida como ASVEL Lyon-Villeurbanne es un club de baloncesto de la ciudad de Villeurbanne (Francia) y que forma parte del club deportivo Association Sportive de Villeurbanne Éveil Lyonnais. Juega en la Liga Nacional de Baloncesto de Francia, la máxima categoría, y en la primera competición europea, la Turkish Airlanes Euroleague. Disputa sus partidos en el  LDLC Arena, con capacidad para 12.523 espectadores.

## Historia
El club nace en 1948 tras la fusión del Éveil Lyonnnais y del A.S Villeurbanne y en el 2001 llega a un acuerdo de esponsorización con la compañía LDLC por lo que actualmente se le conoce como LDLC ASVEL.
Juega sus encuentros como local en el pabellón Astroballe de Lyon y es considerado como uno de los clubes más importantes de Francia. De hecho es el club que más títulos de liga ha conquistado con un total de 18. 
Destaca el glamour que aporta su propietario, la superestrella de la NBA Tony Parker que jugó con su equipo por el salario mínimo de 1500 euros durante la temporada 2011-2012 por el lockout de la NBA.

## Temporadas
| Temporada | División | Liga      | Posición | Play-Offs        | Copa Francesa    | Semaine des As   | Competición Europea | Competición Europea |
| --------- | -------- | --------- | -------- | ---------------- | ---------------- | ---------------- | ------------------- | ------------------- |
| 2008–09   | 1        | LNB Pro A | 1        | Campeón          | –                | Semifinales      | 2 Eurocup           | Liga Regular        |
| 2009–10   | 1        | LNB Pro A | 9        | –                | Campeón          | –                | 1 Euroliga          | Liga Regular        |
| 2010–11   | 1        | LNB Pro A | 11       | Semifinales      | –                | Semifinales      | 2 Eurocup           | Liga Regular        |
| 2011–12   | 1        | LNB Pro A | 12       | –                | –                | –                | 2 Eurocup           | Top-16              |
| 2012–13   | 1        | LNB Pro A | 3        | Semifinales      | Semifinales      | –                | –                   | –                   |
| 2013–14   | 1        | LNB Pro A | 7        | Cuartos de final | Octavos de final | –                | 2 Eurocup           | Liga Regular        |
| 2014–15   | 1        | LNB Pro A | 5        | Cuartos de final | Cuartos de final | –                | 2 Eurocup           | Liga Regular        |
| 2015–16   | 1        | LNB Pro A | 1        | Campeón          |                  | Semifinales      | 3 FIBA Europe Cup   | L16                 |
| 2016–17   | 1        | LNB Pro A | 4        | Semifinales      | Dieciseisavos    | Finalista        | 3 Champions League  | QF                  |
| 2017–18   | 1        | LNB Pro A | 6        | Cuartos de final | Cuartos de final | Semifinales      | 2 EuroCup           | T16                 |
| 2018–19   | 1        | LNB Pro A | 1        | Campeón          | Campeón          | Cuartos de final | 2 EuroCup           | QF                  |
| 2019–20   | 1        | LNB Pro A | -        | Cancelada        | Cancelada        | Finalista        | 1 Euroliga          | NT                  |
| 2020–21   | 1        | LNB Pro A | 2        | Campeón          | Campeón          | Cancelada        | 1 Euroliga          | Liga Regular        |
| 2021–22   | 1        | LNB Pro A | 1        | Campeón          | Cuartos de final | Cancelada        | 1 Euroliga          | Liga Regular        |
| 2022–23   | 1        | LNB Pro A | 3        | Semifinales      | Finalista        | Campeón          | 1 Euroliga          | Liga Regular        |
| 2023–24   | 1        | LNB Pro A | 3        | Semifinales      | Octavos de final | Semifinales      | 1 Euroliga          | Liga Regular        |

## Palmarés
- Campeón de la liga francesa (LNB) en 21 ocasiones: 1949, 1950, 1952, 1955, 1956, 1957, 1964, 1966, 1968, 1969, 1971, 1972, 1975, 1977, 1981, 2002, 2009, 2016, 2019, 2021 y 2022
  - Subcampeón de la (LNB) en 14 ocasiones: 1954, 1959, 1965, 1967, 1976, 1978, 1985, 1986, 1996, 1997, 1999, 2000, 2001 y 2003.
- Campeón de la Copa de Francia en 10 ocasiones: 1953, 1957, 1965, 1967, 1996, 1997, 2001, 2008, 2019 y 2021.
  - Subcampeón de la Copa de Francia en 6 ocasiones: 1954, 1955, 1959, 2002, 2006 y 2016.
- Campeón de la Semaine des As: 2010.
  - Subcampeón de la Semaine des As: 2017 y 2020.
- Campeón de la Copa de la Federación: 1984.
  - Subcampeón de la Copa de la Federación: 1982.
- Campeón del Match des Champions: 2009 y 2016.
  - Subcampeón del Match des Champions: 2008.
- Cuarto Puesto de la Euroliga: 1997.
- Semifinalista de la Copa Korać: 1974 y 1996.
- Subcampeón de la Copa Saporta: 1983.

## Jugadores destacados
| - Alain Gilles - André Buffière - Alain Durand - Henri Grange - Alain Vincent - Jacques Monclar - Philip Szanyiel - Éric Beugnot - Alain Digbeu - Laurent Pluvy - Jim Bilba - Ali Traore - Yann Bonato - Tony Parker - Edwin Jackson - Stephen Brun - Laurent Foirest - Makan Dioumassi - Thierry Gadou - Mickaël Gelabale - Sacha Giffa - Paccelis Morlende - T.J Parker - Ronny Turiaf - Kim Tillie - Victor Wembanyama - Léo Westermann |  | - Delaney Rudd - Bob Purkisher - Willie Redden - Norris Bell - Brian Howard - Chevon Troutman - Hilton Armstrong - Curtis Borchardt - Robert Conley - Charles Gaines - Brian Greene - Pierre Jackson - Davon Jefferson - Travis Leslie - Rickey Paulding - Shawnta Rogers - Matt Walsh - Alex Acker - Róbert Gulyás - Thomas Abercrombie - David Andersen - Nebojša Bogavac - Dimitris Haritopoulos - Kristjan Kangur - Mindaugas Lukauskis - Roel Moors |  | - Pops Mensah-Bonsu - Zakhar Pashutin - Nikola Vujčić - Andrija Žižić - - Ronnie Smith - - Ben Dewar - - Andre Owens - - Crawford Palmer - - Taurean Green - - Nick Fazekas - - Bobby Dixon - - Jay Larrañaga - - Scott Machado - - Rawle Marshall - - Gabe Muoneke - - Marko Kešelj - - Nikola Radulović - - Hervé Touré - - Yohann Sangare - - Amara Sy |

## Números retirados
1. 4 Alain Gilles y Delaney Rudd